# Willem Henricus Jacobus Theodorus van Basten Batenburg
Willem Henricus Jacobus Theodorus van Basten Batenburg (Lichtenvoorde, 13 november 1862 - Utrecht, 2 oktober 1936) was een Nederlands politicus.
Van Basten Batenburg was een welgestelde katholieke afgevaardigde uit een vooraanstaande Gelderse familie. Hij begon zijn loopbaan als gemeentesecretaris van Lichtenvoorde, waar zijn grootvader Johan van Basten Batenburg burgemeester en vader Jan wethouder waren. Hij doorliep daarna een rechterlijke loopbaan. Hij behoorde als Tweede Kamerlid niet tot de 'veelsprekers' en hield zich hoofdzakelijk met justitie bezig.
- Biografisch Portaal: 83238292
- Parlement.com: vg09lkxqcotz